# Heinrich von Lenzburg
Heinrich von Lenzburg (* vor 1036; † 16. Januar 1051 oder 1056) war von 1039 bis 1051 oder 1056 Bischof von Lausanne. 

## Leben
Heinrich wurde erstmals 1036 als Propst von Beromünster erwähnt. Er entstammt der Familie der Grafen von Lenzburg. Sein Vater war Graf Ulrich I. von Lenzburg. Als Bischof von Lausanne wurde er erstmals 1039 erwähnt, als er an der Bestattung Kaiser Konrads II. teilnahm. Sein Bruder Konrad war vermutlich Bischof von Genf.